# Cyriacus Spangenberg
Cyriacus Spangenberg (né à Nordhausen le 7 juin 1528 et mort à Strasbourg le 10 février 1604) est un théologien allemand, réformateur et historien protestant, fils du réformateur Johannes Spangenberg (1484-1550).

## Biographie
Cyriacus est né à Nordhausen. En tant qu'étudiant, il fut colocataire de Martin Luther à Wittenberg, devint ministre à Eisleben et, en 1559, doyen général de la Grafschaft Mansfeld. En janvier 1575, il perd sa place à Mansfeld car, dans la controverse flacienne, il se range du côté de Matthias Flacius. Avec Flacius, il enseignait que, « à cause du péché originel, certaines facultés substantielles des hommes étaient également corrompues » contredisant la doctrine de ses adversaires selon laquelle « seules les facultés accidentelles étaient dépravées ». Il a servi comme pasteur à Schlitz de 1580 jusqu'à son expulsion en 1590. Après avoir été expulsé, il a fait une courte retraite à Vacha avant de déménager à Strasbourg, où vivait son plus jeune fils, Wolfhart Spangenberg, poète, et où il est mort.

## Œuvres
- (de) Wider die bösen sieben, etc. (1562);
- (de) Formularbüchlein der alten Adamssprache (1562; edition moderne par H. Rembe, Dresda 1887);
- (de) Ehespiegel (1561) et Cithara Lutheri (1569-1570);
- (de) Christliches Gesangbüchl (1568) ;  Der ganze Psalter Davids (1586);
- (de) Mansfeldische Chronica (1572),  Sächsische Chronika (1583)[1].